# Селявин, Константин Владимирович
Константин Владимирович Селявин (8 апреля 1974, Рязань, РСФСР) — советский и российский футболист, защитник. Один из рекордсменов рязанского футбола по числу сыгранных матчей.

## Биография
Воспитанник команды «Электрон» (Рязань) и ставропольского СУОР. Тренер — Владислав Николаевич Гаврилов. Во взрослом футболе дебютировал в 17-летнем возрасте в последнем сезоне первенства СССР во второй лиге в составе рязанского «Торпедо», сыграв за сезон 14 матчей. В 1992—1993 годах выступал за рязанский клуб в первой лиге России, где провёл 67 матчей, затем много лет играл во втором дивизионе. В 1999 году получил травму, из-за которой пропустил большую часть сезона.
Сезон 2000 года начал в составе клуба «Рязань-Агрокомплект», однако летом покинул команду. Осеннюю часть сезона провёл в любительском первенстве за «Пилигрим-РПК», а на следующий год выступал за «Спартак» (Луховицы) во втором дивизионе. В 2002 году вернулся в рязанский клуб, где играл до конца профессиональной карьеры.
Всего в первенствах СССР и России сыграл за рязанские клубы 501 матч, а с учётом выступлений за «Спартак» (Луховицы) провёл 534 матча. По числу матчей за команды Рязани за всю историю по состоянию на 2019 год занимает третье место, уступая Олегу Елисееву (более 550) и Владимиру Иванову (548). Также по числу матчей в чемпионатах уступает воспитаннику рязанского футбола Игорю Коняеву, однако тот из своих 590 матчей около 200 провёл за клубы других городов.
С 2010 годах работает администратором в ФК «Рязань». Продолжает выступать в соревнованиях ветеранов, неоднократно становился победителем и призёров чемпионатов г. Рязани и Рязанской области, признавался лучшим игроком и лучшим защитником соревнований.